# Eleições autárquicas de 2021 em Beja
As eleições autárquicas de 2021 serviram para eleger os diferentes órgãos do poder local autárquico do concelho de Beja.
O Partido Socialista, que teve no autarca Paulo Arsénio eleito em 2017 como seu candidato novamente, conseguiu manter a Câmara de Beja. Apesar da vitória, os socialistas perderam a maioria absoluta na vereação, ao conseguirem 39,1% dos votos e 3 dos 7 vereadores em disputa.
A Coligação Democrática Unitária falhou o objetivo de recuperar uma Câmara que foi sua durante décadas, vendo-se relegada ao seu pior resultado autárquico de sempre em Beja ao ficar-se pelos 32,8% dos votos e 3 vereadores.
Por fim, a coligação liderada pelo Partido Social Democrata (incluía partidos como o CDS – Partido Popular e a Iniciativa Liberal) conseguiu recuperar um vereador na autarquia alentejana, o que não acontecia desde 2005. O centro-direita obteve 18,5% dos votos e 1 vereador.

## Candidatos
| Lista | Lista                          | Candidato        |
| ----- | ------------------------------ | ---------------- |
|       | Partido Socialista             | Paulo Arsénio    |
|       | Coligação Democrática Unitária | Vítor Picado     |
|       | PSD-CDS-PPM-IL-A               | Nuno Palma Ferro |
|       | Bloco de Esquerda              | Gonçalo Monteiro |
|       | CHEGA                          | Pedro Pinto      |

## Resultados Oficiais
Os resultados nas eleições autárquicas de 2021 no concelho de Beja para os diferentes órgãos do poder local foram os seguintes:

### Câmara Municipal
| Partido                 | Partido                        | Votos  | %               | +/-  | Vereadores | +/-     |
| ----------------------- | ------------------------------ | ------ | --------------- | ---- | ---------- | ------- |
|                         | Partido Socialista             | 6 336  | 39,14 / 100,00  | 7,11 | 3 / 7      | 1       |
|                         | Coligação Democrática Unitária | 5 317  | 32,84 / 100,00  | 4,77 | 3 / 7      | Estável |
|                         | PSD-CDS-PPM-IL-A               | 3 000  | 18,53 / 100,00  | -    | 1 / 7      | -       |
|                         | CHEGA                          | 880    | 5,44 / 100,00   | Novo | 0 / 7      | Novo    |
|                         | Bloco de Esquerda              | 274    | 1,69 / 100,00   | 1,74 | 0 / 7      | Estável |
| Votos Inválidos         | Votos Inválidos                | 382    | 2,36 / 100,00   | 1,79 |            |         |
| Total                   | Total                          | 16 189 | 100,00 / 100,00 |      | 7 / 7      |         |
| Eleitorado/Participação | Eleitorado/Participação        | 28 777 | 56,26 / 100,00  | 0,31 |            |         |

### Assembleia Municipal
| Partido                 | Partido                        | Votos  | %               | +/-  | Deputados | +/-  |
| ----------------------- | ------------------------------ | ------ | --------------- | ---- | --------- | ---- |
|                         | Partido Socialista             | 6 130  | 37,86 / 100,00  | 5,60 | 9 / 21    | 1    |
|                         | Coligação Democrática Unitária | 5 342  | 33,00 / 100,00  | 3,72 | 8 / 21    | 1    |
|                         | PSD-CDS-PPM-IL-A               | 2 856  | 17,64 / 100,00  | -    | 4 / 21    | -    |
|                         | Bloco de Esquerda              | 391    | 2,42 / 100,00   | 2,16 | 0 / 21    | 1    |
|                         | CHEGA                          | 19     | 0,12 / 100,00   | Novo | 0 / 21    | Novo |
| Votos Inválidos         | Votos Inválidos                | 1 452  | 8,96 / 100,00   | 4,57 |           |      |
| Total                   | Total                          | 16 190 | 100,00 / 100,00 |      | 21 / 21   |      |
| Eleitorado/Participação | Eleitorado/Participação        | 28 777 | 56,26 / 100,00  | 0,32 |           |      |

### Juntas de Freguesia
| Partido                 | Partido                        | Votos  | %               | +/-  | Presidentes | +/-     | Mandatos  | +/-     |
| ----------------------- | ------------------------------ | ------ | --------------- | ---- | ----------- | ------- | --------- | ------- |
|                         | Partido Socialista             | 6 373  | 39,36 / 100,00  | 2,02 | 7 / 12      | 1       | 55 / 104  | 9       |
|                         | Coligação Democrática Unitária | 5 793  | 35,78 / 100,00  | 3,35 | 5 / 12      | Estável | 43 / 104  | 5       |
|                         | PSD-CDS-PPM-IL-A               | 2 514  | 15,53 / 100,00  | -    | 0 / 12      | -       | 6 / 104   | -       |
|                         | Bloco de Esquerda              | 311    | 1,92 / 100,00   | 1,77 | 0 / 12      | Estável | 0 / 104   | Estável |
|                         | CHEGA                          | 0      | 0,00 / 100,00   | Novo | 0 / 12      | Novo    | 0 / 104   | Novo    |
|                         | Grupo de Cidadãos              | 0      | 0,00 / 100,00   | 2,00 | 0 / 12      | 1       | 0 / 104   | 7       |
| Votos Inválidos         | Votos Inválidos                | 1 199  | 7,40 / 100,00   | 3,02 |             |         |           |         |
| Total                   | Total                          | 16 190 | 100,00 / 100,00 |      | 12 / 12     |         | 104 / 104 |         |
| Eleitorado/Participação | Eleitorado/Participação        | 28 777 | 56,26 / 100,00  | 0,32 |             |         |           |         |

## Resultados por Freguesia

### Câmara Municipal
| Freguesia                                | %     | %     | %                    | %    | %    | Votantes |
| Freguesia                                | PS    | CDU   | PSD- CDS- PPM- IL- A | CH   | BE   | Votantes |
| ---------------------------------------- | ----- | ----- | -------------------- | ---- | ---- | -------- |
| Freguesia                                |       |       |                      |      |      | Votantes |
| Albernoa e Trindade                      | 52,50 | 37,72 | 5,19                 | 2,20 | 1,00 | 501      |
| Baleizão                                 | 33,06 | 54,08 | 4,29                 | 3,47 | 3,88 | 490      |
| Beja (Salvador e Santa Maria da Feira)   | 39,89 | 28,03 | 21,79                | 5,89 | 1,71 | 4 567    |
| Beja (Santiago Maior e São João Batista) | 35,13 | 28,58 | 26,39                | 5,92 | 1,75 | 6 302    |
| Beringel                                 | 52,76 | 28,07 | 10,58                | 4,75 | 0,92 | 652      |
| Cabeça Gorda                             | 34,32 | 55,38 | 3,09                 | 3,39 | 0,88 | 679      |
| Nossa Senhora das Neves                  | 33,73 | 48,07 | 7,70                 | 5,84 | 1,99 | 753      |
| Salvada e Quintos                        | 45,04 | 40,88 | 5,09                 | 4,16 | 1,61 | 746      |
| Santa Clara de Louredo                   | 37,89 | 50,26 | 6,32                 | 3,95 | 0,26 | 380      |
| Santa Vitória e Mombeja                  | 47,92 | 38,87 | 4,53                 | 4,91 | 2,45 | 530      |
| São Matias                               | 56,99 | 26,16 | 6,09                 | 7,89 | 1,79 | 279      |
| Trigaches e São Brissos                  | 48,71 | 27,74 | 14,19                | 5,81 | 1,29 | 310      |
| Beja                                     | 39,14 | 32,84 | 18,53                | 5,44 | 1,69 | 16 189   |

#### Albernoa e Trindade
| Partido                 | Partido                        | Votos | %               | +/-  |
| ----------------------- | ------------------------------ | ----- | --------------- | ---- |
|                         | Partido Socialista             | 263   | 52,50 / 100,00  | 1,78 |
|                         | Coligação Democrática Unitária | 189   | 37,72 / 100,00  | 2,35 |
|                         | PSD-CDS-PPM-IL-A               | 26    | 5,19 / 100,00   | -    |
|                         | CHEGA                          | 11    | 2,20 / 100,00   | Novo |
|                         | Bloco de Esquerda              | 5     | 1,00 / 100,00   | 0,54 |
| Votos Inválidos         | Votos Inválidos                | 7     | 1,40 / 100,00   | 0,99 |
| Total                   | Total                          | 501   | 100,00 / 100,00 |      |
| Eleitorado/Participação | Eleitorado/Participação        | 752   | 66,62 / 100,00  | 4,51 |

#### Baleizão
| Partido                 | Partido                        | Votos | %               | +/-  |
| ----------------------- | ------------------------------ | ----- | --------------- | ---- |
|                         | Coligação Democrática Unitária | 265   | 54,08 / 100,00  | 2,41 |
|                         | Partido Socialista             | 162   | 33,06 / 100,00  | 0,07 |
|                         | PSD-CDS-PPM-IL-A               | 21    | 4,29 / 100,00   | -    |
|                         | Bloco de Esquerda              | 19    | 3,88 / 100,00   | 1,51 |
|                         | CHEGA                          | 17    | 3,47 / 100,00   | Novo |
| Votos Inválidos         | Votos Inválidos                | 6     | 1,22 / 100,00   | 1,58 |
| Total                   | Total                          | 490   | 100,00 / 100,00 |      |
| Eleitorado/Participação | Eleitorado/Participação        | 743   | 65,95 / 100,00  | 2,93 |

#### Beja (Salvador e Santa Maria da Feira)
| Partido                 | Partido                        | Votos | %               | +/-  |
| ----------------------- | ------------------------------ | ----- | --------------- | ---- |
|                         | Partido Socialista             | 1 822 | 39,89 / 100,00  | 8,67 |
|                         | Coligação Democrática Unitária | 1 280 | 28,03 / 100,00  | 6,31 |
|                         | PSD-CDS-PPM-IL-A               | 995   | 21,79 / 100,00  | -    |
|                         | CHEGA                          | 269   | 5,89 / 100,00   | Novo |
|                         | Bloco de Esquerda              | 78    | 1,71 / 100,00   | 2,10 |
| Votos Inválidos         | Votos Inválidos                | 123   | 2,69 / 100,00   | 1,30 |
| Total                   | Total                          | 4 567 | 100,00 / 100,00 |      |
| Eleitorado/Participação | Eleitorado/Participação        | 8 887 | 51,39 / 100,00  | 0,04 |

#### Beja (Santiago Maior e São João Batista)
| Partido                 | Partido                        | Votos  | %               | +/-   |
| ----------------------- | ------------------------------ | ------ | --------------- | ----- |
|                         | Partido Socialista             | 2 214  | 35,13 / 100,00  | 10,67 |
|                         | Coligação Democrática Unitária | 1 801  | 28,58 / 100,00  | 4,40  |
|                         | PSD-CDS-PPM-IL-A               | 1 663  | 26,39 / 100,00  | -     |
|                         | CHEGA                          | 373    | 5,92 / 100,00   | Novo  |
|                         | Bloco de Esquerda              | 110    | 1,75 / 100,00   | 1,91  |
| Votos Inválidos         | Votos Inválidos                | 141    | 2,24 / 100,00   | 2,53  |
| Total                   | Total                          | 6 302  | 100,00 / 100,00 |       |
| Eleitorado/Participação | Eleitorado/Participação        | 11 570 | 54,47 / 100,00  | 1,42  |

#### Beringel
| Partido                 | Partido                        | Votos | %               | +/-  |
| ----------------------- | ------------------------------ | ----- | --------------- | ---- |
|                         | Partido Socialista             | 344   | 52,76 / 100,00  | 7,71 |
|                         | Coligação Democrática Unitária | 183   | 28,07 / 100,00  | 3,20 |
|                         | PSD-CDS-PPM-IL-A               | 69    | 10,58 / 100,00  | -    |
|                         | CHEGA                          | 31    | 4,75 / 100,00   | Novo |
|                         | Bloco de Esquerda              | 6     | 0,92 / 100,00   | 0,76 |
| Votos Inválidos         | Votos Inválidos                | 19    | 2,92 / 100,00   | 0,60 |
| Total                   | Total                          | 652   | 100,00 / 100,00 |      |
| Eleitorado/Participação | Eleitorado/Participação        | 1 113 | 58,58 / 100,00  | 6,30 |

#### Cabeça Gorda
| Partido                 | Partido                        | Votos | %               | +/-  |
| ----------------------- | ------------------------------ | ----- | --------------- | ---- |
|                         | Coligação Democrática Unitária | 376   | 55,38 / 100,00  | 1,52 |
|                         | Partido Socialista             | 233   | 34,32 / 100,00  | 0,42 |
|                         | CHEGA                          | 23    | 3,39 / 100,00   | Novo |
|                         | PSD-CDS-PPM-IL-A               | 21    | 3,09 / 100,00   | -    |
|                         | Bloco de Esquerda              | 6     | 0,88 / 100,00   | 0,70 |
| Votos Inválidos         | Votos Inválidos                | 20    | 2,95 / 100,00   | 1,25 |
| Total                   | Total                          | 679   | 100,00 / 100,00 |      |
| Eleitorado/Participação | Eleitorado/Participação        | 1 115 | 60,90 / 100,00  | 2,57 |

#### Nossa Senhora das Neves
| Partido                 | Partido                        | Votos | %               | +/-  |
| ----------------------- | ------------------------------ | ----- | --------------- | ---- |
|                         | Coligação Democrática Unitária | 362   | 48,07 / 100,00  | 4,48 |
|                         | Partido Socialista             | 254   | 33,73 / 100,00  | 0,30 |
|                         | PSD-CDS-PPM-IL-A               | 58    | 7,70 / 100,00   | -    |
|                         | CHEGA                          | 44    | 5,84 / 100,00   | Novo |
|                         | Bloco de Esquerda              | 15    | 1,99 / 100,00   | 2,29 |
| Votos Inválidos         | Votos Inválidos                | 20    | 2,66 / 100,00   | 2,08 |
| Total                   | Total                          | 753   | 100,00 / 100,00 |      |
| Eleitorado/Participação | Eleitorado/Participação        | 1 348 | 55,86 / 100,00  | 4,14 |

#### Salvada e Quintos
| Partido                 | Partido                        | Votos | %               | +/-  |
| ----------------------- | ------------------------------ | ----- | --------------- | ---- |
|                         | Partido Socialista             | 336   | 45,04 / 100,00  | 4,56 |
|                         | Coligação Democrática Unitária | 305   | 40,88 / 100,00  | 1,14 |
|                         | PSD-CDS-PPM-IL-A               | 38    | 5,09 / 100,00   | -    |
|                         | CHEGA                          | 31    | 4,16 / 100,00   | Novo |
|                         | Bloco de Esquerda              | 12    | 1,61 / 100,00   | 0,15 |
| Votos Inválidos         | Votos Inválidos                | 24    | 3,22 / 100,00   | 0,29 |
| Total                   | Total                          | 746   | 100,00 / 100,00 |      |
| Eleitorado/Participação | Eleitorado/Participação        | 1 053 | 70,85 / 100,00  | 2,61 |

#### Santa Clara de Louredo
| Partido                 | Partido                        | Votos | %               | +/-  |
| ----------------------- | ------------------------------ | ----- | --------------- | ---- |
|                         | Coligação Democrática Unitária | 191   | 50,26 / 100,00  | 0,71 |
|                         | Partido Socialista             | 144   | 37,89 / 100,00  | 6,45 |
|                         | PSD-CDS-PPM-IL-A               | 24    | 6,32 / 100,00   | -    |
|                         | CHEGA                          | 15    | 3,95 / 100,00   | Novo |
|                         | Bloco de Esquerda              | 1     | 0,26 / 100,00   | 2,00 |
| Votos Inválidos         | Votos Inválidos                | 5     | 1,32 / 100,00   | 0,72 |
| Total                   | Total                          | 380   | 100,00 / 100,00 |      |
| Eleitorado/Participação | Eleitorado/Participação        | 542   | 70,11 / 100,00  | 3,56 |

#### Santa Vitória e Mombeja
| Partido                 | Partido                        | Votos | %               | +/-  |
| ----------------------- | ------------------------------ | ----- | --------------- | ---- |
|                         | Partido Socialista             | 254   | 47,92 / 100,00  | 2,38 |
|                         | Coligação Democrática Unitária | 206   | 38,87 / 100,00  | 5,21 |
|                         | CHEGA                          | 26    | 4,91 / 100,00   | Novo |
|                         | PSD-CDS-PPM-IL-A               | 24    | 4,53 / 100,00   | -    |
|                         | Bloco de Esquerda              | 13    | 2,45 / 100,00   | 1,92 |
| Votos Inválidos         | Votos Inválidos                | 7     | 1,32 / 100,00   | 2,14 |
| Total                   | Total                          | 530   | 100,00 / 100,00 |      |
| Eleitorado/Participação | Eleitorado/Participação        | 744   | 71,24 / 100,00  | 5,10 |

#### São Matias
| Partido                 | Partido                        | Votos | %               | +/-   |
| ----------------------- | ------------------------------ | ----- | --------------- | ----- |
|                         | Partido Socialista             | 159   | 56,99 / 100,00  | 10,63 |
|                         | Coligação Democrática Unitária | 73    | 26,16 / 100,00  | 9,12  |
|                         | CHEGA                          | 22    | 7,89 / 100,00   | Novo  |
|                         | PSD-CDS-PPM-IL-A               | 17    | 6,09 / 100,00   | -     |
|                         | Bloco de Esquerda              | 5     | 1,79 / 100,00   | 3,46  |
| Votos Inválidos         | Votos Inválidos                | 3     | 1,08 / 100,00   | 4,17  |
| Total                   | Total                          | 279   | 100,00 / 100,00 |       |
| Eleitorado/Participação | Eleitorado/Participação        | 436   | 63,99 / 100,00  | 9,62  |

#### Trigaches e São Brissos
| Partido                 | Partido                        | Votos | %               | +/-  |
| ----------------------- | ------------------------------ | ----- | --------------- | ---- |
|                         | Partido Socialista             | 151   | 48,71 / 100,00  | 2,90 |
|                         | Coligação Democrática Unitária | 86    | 27,74 / 100,00  | 6,57 |
|                         | PSD-CDS-PPM-IL-A               | 44    | 14,19 / 100,00  | -    |
|                         | CHEGA                          | 18    | 5,81 / 100,00   | Novo |
|                         | Bloco de Esquerda              | 4     | 1,29 / 100,00   | 1,64 |
| Votos Inválidos         | Votos Inválidos                | 7     | 2,26 / 100,00   | 5,36 |
| Total                   | Total                          | 310   | 100,00 / 100,00 |      |
| Eleitorado/Participação | Eleitorado/Participação        | 474   | 65,40 / 100,00  | 7,15 |

### Assembleia Municipal
| Freguesia                                | %     | %     | %                    | %    | %    | Votantes |
| Freguesia                                | PS    | CDU   | PSD- CDS- PPM- IL- A | BE   | CH   | Votantes |
| ---------------------------------------- | ----- | ----- | -------------------- | ---- | ---- | -------- |
| Freguesia                                |       |       |                      |      |      | Votantes |
| Albernoa e Trindade                      | 52,50 | 37,33 | 4,39                 | 1,60 | 0    | 501      |
| Baleizão                                 | 30,41 | 55,31 | 4,49                 | 4,90 | 3,88 | 490      |
| Beja (Salvador e Santa Maria da Feira)   | 37,90 | 29,08 | 20,67                | 2,56 | 0    | 4 567    |
| Beja (Santiago Maior e São João Batista) | 32,96 | 29,07 | 25,07                | 2,82 | 0    | 6 302    |
| Beringel                                 | 54,91 | 26,69 | 9,20                 | 1,07 | 0    | 652      |
| Cabeça Gorda                             | 36,23 | 51,84 | 3,53                 | 1,47 | 0    | 679      |
| Nossa Senhora das Neves                  | 33,95 | 47,75 | 8,75                 | 0,93 | 0    | 754      |
| Salvada e Quintos                        | 46,25 | 39,01 | 4,83                 | 1,74 | 0    | 746      |
| Santa Clara de Louredo                   | 37,11 | 50,79 | 6,32                 | 0,53 | 0    | 380      |
| Santa Vitória e Mombeja                  | 47,74 | 39,62 | 3,96                 | 2,64 | 0    | 530      |
| São Matias                               | 59,14 | 21,51 | 6,81                 | 2,51 | 0    | 279      |
| Trigaches e São Brissos                  | 47,10 | 27,10 | 12,26                | 1,29 | 0    | 310      |
| Beja                                     | 37,86 | 33,00 | 17,64                | 2,42 | 0,12 | 16 190   |

#### Albernoa e Trindade
| Partido                 | Partido                        | Votos | %               | +/-  |
| ----------------------- | ------------------------------ | ----- | --------------- | ---- |
|                         | Partido Socialista             | 263   | 52,50 / 100,00  | 0,28 |
|                         | Coligação Democrática Unitária | 187   | 37,33 / 100,00  | 4,31 |
|                         | PSD-CDS-PPM-IL-A               | 22    | 4,39 / 100,00   | -    |
|                         | Bloco de Esquerda              | 8     | 1,60 / 100,00   | 0,45 |
|                         | CHEGA                          | 0     | 0,00 / 100,00   | Novo |
| Votos Inválidos         | Votos Inválidos                | 21    | 4,19 / 100,00   | 1,80 |
| Total                   | Total                          | 501   | 100,00 / 100,00 |      |
| Eleitorado/Participação | Eleitorado/Participação        | 752   | 66,62 / 100,00  | 4,76 |

#### Baleizão
| Partido                 | Partido                        | Votos | %               | +/-  |
| ----------------------- | ------------------------------ | ----- | --------------- | ---- |
|                         | Coligação Democrática Unitária | 271   | 55,31 / 100,00  | 0,82 |
|                         | Partido Socialista             | 149   | 30,41 / 100,00  | 2,52 |
|                         | Bloco de Esquerda              | 24    | 4,90 / 100,00   | 2,09 |
|                         | PSD-CDS-PPM-IL-A               | 22    | 4,49 / 100,00   | -    |
|                         | CHEGA                          | 19    | 3,88 / 100,00   | Novo |
| Votos Inválidos         | Votos Inválidos                | 5     | 1,02 / 100,00   | 2,38 |
| Total                   | Total                          | 490   | 100,00 / 100,00 |      |
| Eleitorado/Participação | Eleitorado/Participação        | 743   | 65,95 / 100,00  | 2,93 |

#### Beja (Salvador e Santa Maria da Feira)
| Partido                 | Partido                        | Votos | %               | +/-  |
| ----------------------- | ------------------------------ | ----- | --------------- | ---- |
|                         | Partido Socialista             | 1 731 | 37,90 / 100,00  | 6,93 |
|                         | Coligação Democrática Unitária | 1 328 | 29,08 / 100,00  | 4,47 |
|                         | PSD-CDS-PPM-IL-A               | 944   | 20,67 / 100,00  | -    |
|                         | Bloco de Esquerda              | 117   | 2,56 / 100,00   | 2,49 |
|                         | CHEGA                          | 0     | 0,00 / 100,00   | Novo |
| Votos Inválidos         | Votos Inválidos                | 447   | 9,79 / 100,00   | 5,25 |
| Total                   | Total                          | 4 567 | 100,00 / 100,00 |      |
| Eleitorado/Participação | Eleitorado/Participação        | 8 887 | 51,39 / 100,00  | 0,04 |

#### Beja (Santiago Maior e São João Batista)
| Partido                 | Partido                        | Votos  | %               | +/-  |
| ----------------------- | ------------------------------ | ------ | --------------- | ---- |
|                         | Partido Socialista             | 2 077  | 32,96 / 100,00  | 9,30 |
|                         | Coligação Democrática Unitária | 1 832  | 29,07 / 100,00  | 2,03 |
|                         | PSD-CDS-PPM-IL-A               | 1 580  | 25,07 / 100,00  | -    |
|                         | Bloco de Esquerda              | 178    | 2,82 / 100,00   | 2,37 |
|                         | CHEGA                          | 0      | 0,00 / 100,00   | Novo |
| Votos Inválidos         | Votos Inválidos                | 635    | 10,07 / 100,00  | 5,12 |
| Total                   | Total                          | 6 302  | 100,00 / 100,00 |      |
| Eleitorado/Participação | Eleitorado/Participação        | 11 570 | 54,47 / 100,00  | 1,42 |

#### Beringel
| Partido                 | Partido                        | Votos | %               | +/-  |
| ----------------------- | ------------------------------ | ----- | --------------- | ---- |
|                         | Partido Socialista             | 358   | 54,91 / 100,00  | 5,22 |
|                         | Coligação Democrática Unitária | 174   | 26,69 / 100,00  | 4,92 |
|                         | PSD-CDS-PPM-IL-A               | 60    | 9,20 / 100,00   | -    |
|                         | Bloco de Esquerda              | 7     | 1,07 / 100,00   | 0,04 |
|                         | CHEGA                          | 0     | 0,00 / 100,00   | Novo |
| Votos Inválidos         | Votos Inválidos                | 53    | 8,13 / 100,00   | 5,29 |
| Total                   | Total                          | 652   | 100,00 / 100,00 |      |
| Eleitorado/Participação | Eleitorado/Participação        | 1 113 | 58,58 / 100,00  | 6,38 |

#### Cabeça Gorda
| Partido                 | Partido                        | Votos | %               | +/-  |
| ----------------------- | ------------------------------ | ----- | --------------- | ---- |
|                         | Coligação Democrática Unitária | 352   | 51,84 / 100,00  | 5,58 |
|                         | Partido Socialista             | 246   | 36,23 / 100,00  | 2,46 |
|                         | PSD-CDS-PPM-IL-A               | 24    | 3,53 / 100,00   | -    |
|                         | Bloco de Esquerda              | 10    | 1,47 / 100,00   | 0,11 |
|                         | CHEGA                          | 0     | 0,00 / 100,00   | Novo |
| Votos Inválidos         | Votos Inválidos                | 47    | 6,92 / 100,00   | 2,85 |
| Total                   | Total                          | 679   | 100,00 / 100,00 |      |
| Eleitorado/Participação | Eleitorado/Participação        | 1 115 | 60,90 / 100,00  | 2,57 |

#### Nossa Senhora das Neves
| Partido                 | Partido                        | Votos | %               | +/-  |
| ----------------------- | ------------------------------ | ----- | --------------- | ---- |
|                         | Coligação Democrática Unitária | 360   | 47,75 / 100,00  | 6,30 |
|                         | Partido Socialista             | 256   | 33,95 / 100,00  | 2,82 |
|                         | PSD-CDS-PPM-IL-A               | 66    | 8,75 / 100,00   | -    |
|                         | Bloco de Esquerda              | 7     | 0,93 / 100,00   | 4,39 |
|                         | CHEGA                          | 0     | 0,00 / 100,00   | Novo |
| Votos Inválidos         | Votos Inválidos                | 65    | 8,62 / 100,00   | 4,69 |
| Total                   | Total                          | 754   | 100,00 / 100,00 |      |
| Eleitorado/Participação | Eleitorado/Participação        | 1 348 | 55,93 / 100,00  | 4,07 |

#### Salvada e Quintos
| Partido                 | Partido                        | Votos | %               | +/-  |
| ----------------------- | ------------------------------ | ----- | --------------- | ---- |
|                         | Partido Socialista             | 345   | 46,25 / 100,00  | 0,82 |
|                         | Coligação Democrática Unitária | 291   | 39,01 / 100,00  | 4,34 |
|                         | PSD-CDS-PPM-IL-A               | 36    | 4,83 / 100,00   | -    |
|                         | Bloco de Esquerda              | 13    | 1,74 / 100,00   | 0,39 |
|                         | CHEGA                          | 0     | 0,00 / 100,00   | Novo |
| Votos Inválidos         | Votos Inválidos                | 61    | 8,18 / 100,00   | 5,12 |
| Total                   | Total                          | 746   | 100,00 / 100,00 |      |
| Eleitorado/Participação | Eleitorado/Participação        | 1 053 | 70,85 / 100,00  | 2,61 |

#### Santa Clara de Louredo
| Partido                 | Partido                        | Votos | %               | +/-  |
| ----------------------- | ------------------------------ | ----- | --------------- | ---- |
|                         | Coligação Democrática Unitária | 193   | 50,79 / 100,00  | 1,24 |
|                         | Partido Socialista             | 141   | 37,11 / 100,00  | 4,52 |
|                         | PSD-CDS-PPM-IL-A               | 24    | 6,32 / 100,00   | -    |
|                         | Bloco de Esquerda              | 2     | 0,53 / 100,00   | 2,86 |
|                         | CHEGA                          | 0     | 0,00 / 100,00   | Novo |
| Votos Inválidos         | Votos Inválidos                | 20    | 5,26 / 100,00   | 2,55 |
| Total                   | Total                          | 380   | 100,00 / 100,00 |      |
| Eleitorado/Participação | Eleitorado/Participação        | 542   | 70,11 / 100,00  | 3,56 |

#### Santa Vitória e Mombeja
| Partido                 | Partido                        | Votos | %               | +/-  |
| ----------------------- | ------------------------------ | ----- | --------------- | ---- |
|                         | Partido Socialista             | 253   | 47,74 / 100,00  | 3,38 |
|                         | Coligação Democrática Unitária | 210   | 39,62 / 100,00  | 4,20 |
|                         | PSD-CDS-PPM-IL-A               | 21    | 3,96 / 100,00   | -    |
|                         | Bloco de Esquerda              | 14    | 2,64 / 100,00   | 2,45 |
|                         | CHEGA                          | 0     | 0,00 / 100,00   | Novo |
| Votos Inválidos         | Votos Inválidos                | 32    | 6,04 / 100,00   | 2,41 |
| Total                   | Total                          | 530   | 100,00 / 100,00 |      |
| Eleitorado/Participação | Eleitorado/Participação        | 744   | 71,24 / 100,00  | 4,97 |

#### São Matias
| Partido                 | Partido                        | Votos | %               | +/-   |
| ----------------------- | ------------------------------ | ----- | --------------- | ----- |
|                         | Partido Socialista             | 165   | 59,14 / 100,00  | 11,91 |
|                         | Coligação Democrática Unitária | 60    | 21,51 / 100,00  | 9,69  |
|                         | PSD-CDS-PPM-IL-A               | 19    | 6,81 / 100,00   | -     |
|                         | Bloco de Esquerda              | 7     | 2,51 / 100,00   | 4,49  |
|                         | CHEGA                          | 0     | 0,00 / 100,00   | Novo  |
| Votos Inválidos         | Votos Inválidos                | 28    | 10,04 / 100,00  | 4,21  |
| Total                   | Total                          | 279   | 100,00 / 100,00 |       |
| Eleitorado/Participação | Eleitorado/Participação        | 436   | 63,99 / 100,00  | 9,62  |

#### Trigaches e São Brissos
| Partido                 | Partido                        | Votos | %               | +/-  |
| ----------------------- | ------------------------------ | ----- | --------------- | ---- |
|                         | Partido Socialista             | 146   | 47,10 / 100,00  | 4,81 |
|                         | Coligação Democrática Unitária | 84    | 27,10 / 100,00  | 4,86 |
|                         | PSD-CDS-PPM-IL-A               | 38    | 12,26 / 100,00  | -    |
|                         | Bloco de Esquerda              | 4     | 1,29 / 100,00   | 3,11 |
|                         | CHEGA                          | 0     | 0,00 / 100,00   | Novo |
| Votos Inválidos         | Votos Inválidos                | 38    | 12,26 / 100,00  | 5,22 |
| Total                   | Total                          | 310   | 100,00 / 100,00 |      |
| Eleitorado/Participação | Eleitorado/Participação        | 474   | 65,40 / 100,00  | 7,15 |

### Juntas de Freguesia

#### Albernoa e Trindade
| Partido                 | Partido                        | Votos | %               | +/-  | Mandatos | +/-     |
| ----------------------- | ------------------------------ | ----- | --------------- | ---- | -------- | ------- |
|                         | Partido Socialista             | 273   | 54,49 / 100,00  | 5,68 | 4 / 7    | Estável |
|                         | Coligação Democrática Unitária | 215   | 42,91 / 100,00  | 4,87 | 3 / 7    | Estável |
| Votos Inválidos         | Votos Inválidos                | 13    | 2,60 / 100,00   | 0,81 |          |         |
| Total                   | Total                          | 501   | 100,00 / 100,00 |      | 7 / 7    |         |
| Eleitorado/Participação | Eleitorado/Participação        | 752   | 66,62 / 100,00  | 4,76 |          |         |

#### Baleizão
| Partido                 | Partido                        | Votos | %               | +/-  | Mandatos | +/-     |
| ----------------------- | ------------------------------ | ----- | --------------- | ---- | -------- | ------- |
|                         | Coligação Democrática Unitária | 295   | 60,20 / 100,00  | 5,71 | 4 / 7    | Estável |
|                         | Partido Socialista             | 185   | 37,76 / 100,00  | 5,35 | 3 / 7    | Estável |
| Votos Inválidos         | Votos Inválidos                | 10    | 2,04 / 100,00   | 0,36 |          |         |
| Total                   | Total                          | 490   | 100,00 / 100,00 |      | 7 / 7    |         |
| Eleitorado/Participação | Eleitorado/Participação        | 743   | 65,95 / 100,00  | 2,93 |          |         |

#### Beja (Salvador e Santa Maria da Feira)
| Partido                 | Partido                        | Votos | %               | +/-  | Mandatos | +/-     |
| ----------------------- | ------------------------------ | ----- | --------------- | ---- | -------- | ------- |
|                         | Partido Socialista             | 1 728 | 37,84 / 100,00  | 6,20 | 6 / 13   | 1       |
|                         | Coligação Democrática Unitária | 1 357 | 29,71 / 100,00  | 4,43 | 4 / 13   | 1       |
|                         | PSD-CDS-PPM-IL-A               | 953   | 20,87 / 100,00  | -    | 3 / 13   | -       |
|                         | Bloco de Esquerda              | 110   | 2,41 / 100,00   | 2,59 | 0 / 13   | Estável |
|                         | CHEGA                          | 0     | 0,00 / 100,00   | Novo | 0 / 13   | Novo    |
| Votos Inválidos         | Votos Inválidos                | 419   | 9,18 / 100,00   | 3,74 |          |         |
| Total                   | Total                          | 4 567 | 100,00 / 100,00 |      | 13 / 13  |         |
| Eleitorado/Participação | Eleitorado/Participação        | 8 887 | 51,39 / 100,00  | 0,04 |          |         |

#### Beja (Santiago Maior e São João Batista)
| Partido                 | Partido                        | Votos  | %               | +/-  | Mandatos | +/-     |
| ----------------------- | ------------------------------ | ------ | --------------- | ---- | -------- | ------- |
|                         | Coligação Democrática Unitária | 2 014  | 31,96 / 100,00  | 2,15 | 5 / 13   | Estável |
|                         | Partido Socialista             | 2 012  | 31,93 / 100,00  | 7,36 | 5 / 13   | 1       |
|                         | PSD-CDS-PPM-IL-A               | 1 561  | 24,77 / 100,00  | -    | 3 / 13   | -       |
|                         | Bloco de Esquerda              | 166    | 2,63 / 100,00   | 2,50 | 0 / 13   | Estável |
|                         | CHEGA                          | 0      | 0,00 / 100,00   | Novo | 0 / 13   | Novo    |
| Votos Inválidos         | Votos Inválidos                | 549    | 8,71 / 100,00   | 3,81 |          |         |
| Total                   | Total                          | 6 302  | 100,00 / 100,00 |      | 13 / 13  |         |
| Eleitorado/Participação | Eleitorado/Participação        | 11 570 | 54,47 / 100,00  | 1,41 |          |         |

#### Beringel
| Partido                 | Partido                        | Votos | %               | +/-  | Mandatos | +/- |
| ----------------------- | ------------------------------ | ----- | --------------- | ---- | -------- | --- |
|                         | Partido Socialista             | 438   | 67,18 / 100,00  | 2,66 | 7 / 9    | 1   |
|                         | Coligação Democrática Unitária | 184   | 28,22 / 100,00  | 3,91 | 2 / 9    | 1   |
| Votos Inválidos         | Votos Inválidos                | 30    | 4,60 / 100,00   | 1,24 |          |     |
| Total                   | Total                          | 652   | 100,00 / 100,00 |      | 9 / 9    |     |
| Eleitorado/Participação | Eleitorado/Participação        | 1 113 | 58,58 / 100,00  | 6,38 |          |     |

#### Cabeça Gorda
| Partido                 | Partido                        | Votos | %               | +/-   | Mandatos | +/- |
| ----------------------- | ------------------------------ | ----- | --------------- | ----- | -------- | --- |
|                         | Coligação Democrática Unitária | 387   | 57,00 / 100,00  | 10,54 | 5 / 9    | 1   |
|                         | Partido Socialista             | 271   | 39,91 / 100,00  | 10,61 | 4 / 9    | 1   |
| Votos Inválidos         | Votos Inválidos                | 21    | 3,09 / 100,00   | 0,07  |          |     |
| Total                   | Total                          | 679   | 100,00 / 100,00 |       | 9 / 9    |     |
| Eleitorado/Participação | Eleitorado/Participação        | 1 115 | 60,90 / 100,00  | 2,57  |          |     |

#### Nossa Senhora das Neves
| Partido                 | Partido                        | Votos | %               | +/-  | Mandatos | +/-     |
| ----------------------- | ------------------------------ | ----- | --------------- | ---- | -------- | ------- |
|                         | Coligação Democrática Unitária | 447   | 59,28 / 100,00  | 4,61 | 6 / 9    | 1       |
|                         | Partido Socialista             | 249   | 33,02 / 100,00  | 7,56 | 3 / 9    | 1       |
|                         | Bloco de Esquerda              | 18    | 2,39 / 100,00   | 2,82 | 0 / 9    | Estável |
| Votos Inválidos         | Votos Inválidos                | 40    | 5,31 / 100,00   | 2,18 |          |         |
| Total                   | Total                          | 754   | 100,00 / 100,00 |      | 9 / 9    |         |
| Eleitorado/Participação | Eleitorado/Participação        | 1 348 | 55,93 / 100,00  | 4,07 |          |         |

#### Salvada e Quintos
| Partido                 | Partido                        | Votos | %               | +/-   | Mandatos | +/- |
| ----------------------- | ------------------------------ | ----- | --------------- | ----- | -------- | --- |
|                         | Partido Socialista             | 428   | 57,37 / 100,00  | 10,16 | 5 / 9    | 1   |
|                         | Coligação Democrática Unitária | 294   | 39,41 / 100,00  | 9,93  | 4 / 9    | 1   |
| Votos Inválidos         | Votos Inválidos                | 24    | 3,22 / 100,00   | 0,24  |          |     |
| Total                   | Total                          | 746   | 100,00 / 100,00 |       | 9 / 9    |     |
| Eleitorado/Participação | Eleitorado/Participação        | 1 053 | 70,85 / 100,00  | 2,61  |          |     |

#### Santa Clara de Louredo
| Partido                 | Partido                        | Votos | %               | +/-  | Mandatos | +/- |
| ----------------------- | ------------------------------ | ----- | --------------- | ---- | -------- | --- |
|                         | Coligação Democrática Unitária | 229   | 60,26 / 100,00  | 5,80 | 4 / 7    | 1   |
|                         | Partido Socialista             | 141   | 37,11 / 100,00  | 4,08 | 3 / 7    | 1   |
| Votos Inválidos         | Votos Inválidos                | 10    | 2,63 / 100,00   | 1,73 |          |     |
| Total                   | Total                          | 380   | 100,00 / 100,00 |      | 7 / 7    |     |
| Eleitorado/Participação | Eleitorado/Participação        | 542   | 70,11 / 100,00  | 3,56 |          |     |

#### Santa Vitória e Mombeja
| Partido                 | Partido                        | Votos | %               | +/-  | Mandatos | +/-     |
| ----------------------- | ------------------------------ | ----- | --------------- | ---- | -------- | ------- |
|                         | Partido Socialista             | 267   | 50,38 / 100,00  | 6,20 | 4 / 7    | 1       |
|                         | Coligação Democrática Unitária | 238   | 44,91 / 100,00  | 3,27 | 3 / 7    | 1       |
|                         | Bloco de Esquerda              | 17    | 3,21 / 100,00   | 1,15 | 0 / 7    | Estável |
| Votos Inválidos         | Votos Inválidos                | 8     | 1,50 / 100,00   | 1,77 |          |         |
| Total                   | Total                          | 530   | 100,00 / 100,00 |      | 7 / 7    |         |
| Eleitorado/Participação | Eleitorado/Participação        | 744   | 71,24 / 100,00  | 4,97 |          |         |

#### São Matias
| Partido                 | Partido                        | Votos | %               | +/-   | Mandatos | +/- |
| ----------------------- | ------------------------------ | ----- | --------------- | ----- | -------- | --- |
|                         | Partido Socialista             | 189   | 67,74 / 100,00  | 30,71 | 6 / 7    | 3   |
|                         | Coligação Democrática Unitária | 30    | 10,75 / 100,00  | 7,54  | 1 / 7    | 1   |
|                         | Por São Matias com Todos       | 0     | 0,00 / 100,00   | 58,02 | 0 / 7    | 4   |
| Votos Inválidos         | Votos Inválidos                | 60    | 21,50 / 100,00  | 19,75 |          |     |
| Total                   | Total                          | 279   | 100,00 / 100,00 |       | 7 / 7    |     |
| Eleitorado/Participação | Eleitorado/Participação        | 436   | 63,99 / 100,00  | 9,62  |          |     |

#### Trigaches e São Brissos
| Partido                 | Partido                        | Votos | %               | +/-   | Mandatos | +/- |
| ----------------------- | ------------------------------ | ----- | --------------- | ----- | -------- | --- |
|                         | Partido Socialista             | 192   | 61,94 / 100,00  | 20,59 | 5 / 7    | 2   |
|                         | Coligação Democrática Unitária | 103   | 33,23 / 100,00  | 18,86 | 2 / 7    | 1   |
| Votos Inválidos         | Votos Inválidos                | 15    | 4,84 / 100,00   | 0,44  |          |     |
| Total                   | Total                          | 310   | 100,00 / 100,00 |       | 7 / 7    |     |
| Eleitorado/Participação | Eleitorado/Participação        | 474   | 65,40 / 100,00  | 7,15  |          |     |

| Freguesia                                | 2017-2021 | 2017-2021                      | 2017-2021      | 2021-2025 | 2021-2025                      | 2021-2025      |
| ---------------------------------------- | --------- | ------------------------------ | -------------- | --------- | ------------------------------ | -------------- |
| Albernoa e Trindade                      |           | Partido Socialista             | 48,81 / 100,00 |           | Partido Socialista             | 54,49 / 100,00 |
| Baleizão                                 |           | Coligação Democrática Unitária | 54,49 / 100,00 |           | Coligação Democrática Unitária | 60,20 / 100,00 |
| Beja (Salvador e Santa Maria da Feira)   |           | Partido Socialista             | 44,04 / 100,00 |           | Partido Socialista             | 37,84 / 100,00 |
| Beja (Santiago Maior e São João Batista) |           | Partido Socialista             | 39,29 / 100,00 |           | Coligação Democrática Unitária | 31,96 / 100,00 |
| Beringel                                 |           | Partido Socialista             | 64,52 / 100,00 |           | Partido Socialista             | 67,18 / 100,00 |
| Cabeça Gorda                             |           | Coligação Democrática Unitária | 67,54 / 100,00 |           | Coligação Democrática Unitária | 57,00 / 100,00 |
| Nossa Senhora das Neves                  |           | Coligação Democrática Unitária | 63,89 / 100,00 |           | Coligação Democrática Unitária | 59,28 / 100,00 |
| Salvada e Quintos                        |           | Coligação Democrática Unitária | 49,34 / 100,00 |           | Partido Socialista             | 57,37 / 100,00 |
| Santa Clara de Louredo                   |           | Coligação Democrática Unitária | 66,06 / 100,00 |           | Coligação Democrática Unitária | 60,26 / 100,00 |
| Santa Vitória e Mombeja                  |           | Coligação Democrática Unitária | 48,18 / 100,00 |           | Partido Socialista             | 50,38 / 100,00 |
| São Matias                               |           | Grupo de Cidadãos              | 58,02 / 100,00 |           | Partido Socialista             | 67,74 / 100,00 |
| Trigaches e São Brissos                  |           | Partido Socialista             | 41,35 / 100,00 |           | Partido Socialista             | 61,94 / 100,00 |